# Borjúvásárcsarnok
A Borjúvásárcsarnok egy nagy méretű budapesti élelmiszeripari–kereskedelmi épület.

## Története
A 19. század második felében a magyar élelmiszeripar jelentős fellendülést élt át. Ennek keretében épült fel 1872-ben Budapesti Marhaközvágóhíd és a mellette fekvő marhavásártér. A folyamatosan növekedő élelmiszerigény idővel szükségessé tette külön borjúvásárcsarnok felépítését is. Ez végül a Marhaközvágóhíd déli részét határoló Máriássy utca túlsó oldalán épült fel 1927-ben. A nagyméretű épület tervezője Riva József volt. Az épület stílusa a két világháború közötti eklektika (neoeklektika) világába illeszthető be. Egyes források szecessziós elemeket is felfedezni vélnek az épületen.
Az épület leírása:
„A csarnok acélrácsos tartószerkezetű, belső terében jól látható a nyolc szegecselt, idomacél ív, amely a terhet hordozza. A tető gerincrésze a csarnok teljes hosszában kiemelkedik (mintegy főhajóként), úgynevezett bazilikás kialakítású. E kiemelkedő tetőrész oldalán végig ablakok húzódnak, melyeken át bőségesen jut fény a csarnokba. A belmagasság a gerincnél 15 méter. Az épületet a két végén (a Máriássy utca és a Könyves Kálmán körút felől) díszes, szecessziós jellegű kőhomlokzat zárja, melyhez toldásként mindkét oldalon egy-egy kisebb bejárati épülettag is csatlakozik. Ezekben régen várakozóhelyiség, pénztár, orvosi szoba és mellékhelyiség, illetve a személyzeti helyiség volt. A kereskedés a csarnok terében zajlott, ahol a borjak karámjai helyezkedtek el nyolc nagyobb, körüljárható tömbben, mindegyikben húsz-húsz boksszal. A csarnok mellett (a Máriássy utca felől nézve), a bal oldalon valaha kocsiszín állt a kereskedők számára, ahová a vásárterem négy oldalsó kijáratán lehetett kijutni. A kilépőt az esőtől előtető védte ezen az oldalon, az épület teljes hosszában. Szép, virágmintás vaskarok tartották, még ma is megvannak. A csarnok másik oldalán féltetős, árkádszerű hozzáépítés látható, valaha ez alatt is karámok voltak.”
Az épületben viszonylag rövid ideg működött eredeti rendeltetésének megfelelően. Már második világháború (1939–1945) után autókereskedés, majd elektronikai vállalat vette birtokba a díszes csarnokot.
Az épületet 2004-ben WING Zrt. vásárolta meg és Schüller Ferenc tervei alapján felújították, és belső válaszfalait elbontva valóban csarnokszerű térré alakították át. A társaság a székhelyét is ide tette. Az irodaházzá átalakított létesítmény ezen túl Máriássy-ház néven működik.
2018-as tervek alapján 2019-ben a LAB5 architects közreműködésével újabb belső felújítások történtek.
A létesítmény fővárosi védelem alatt áll.

## Képtár

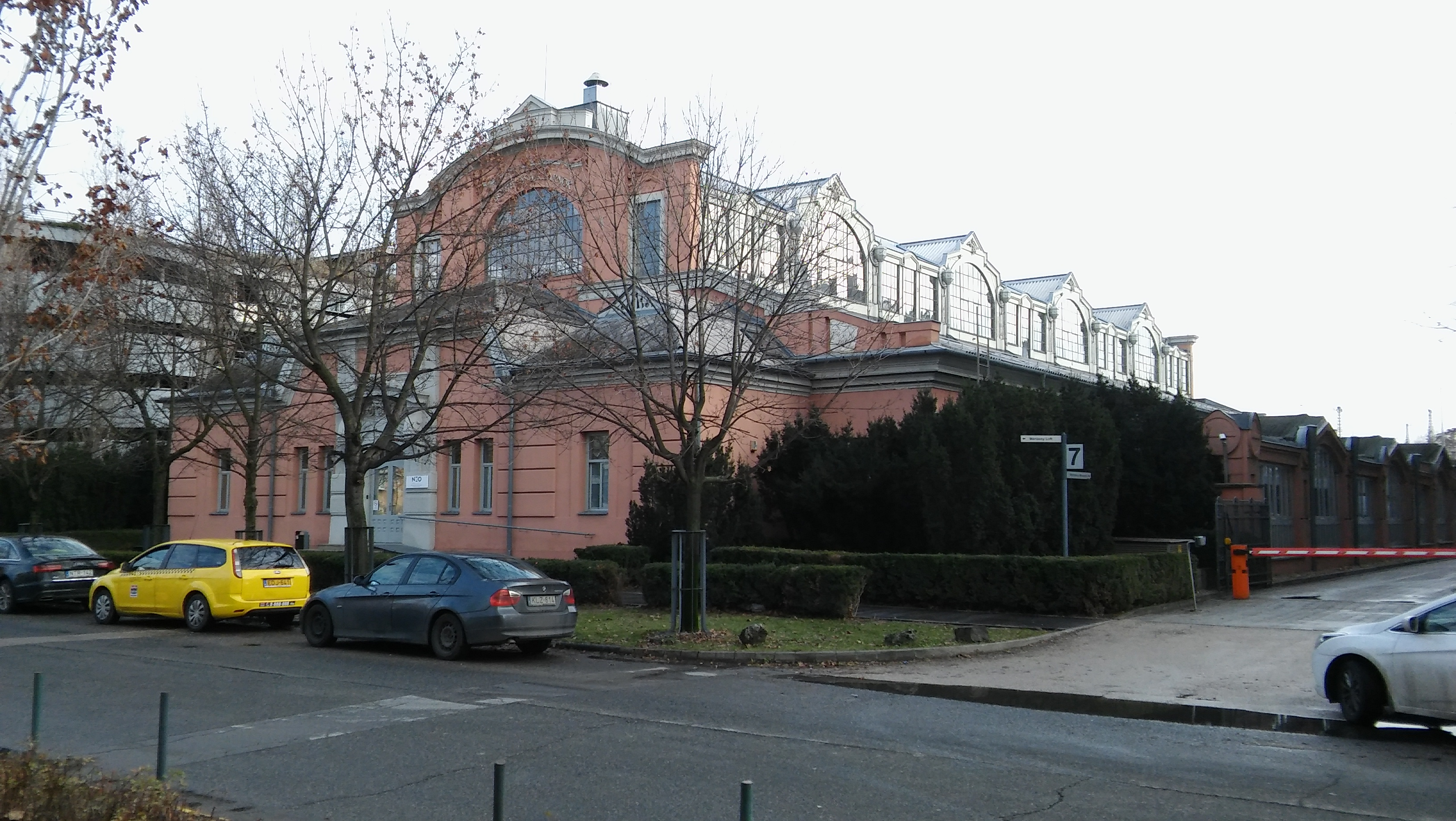
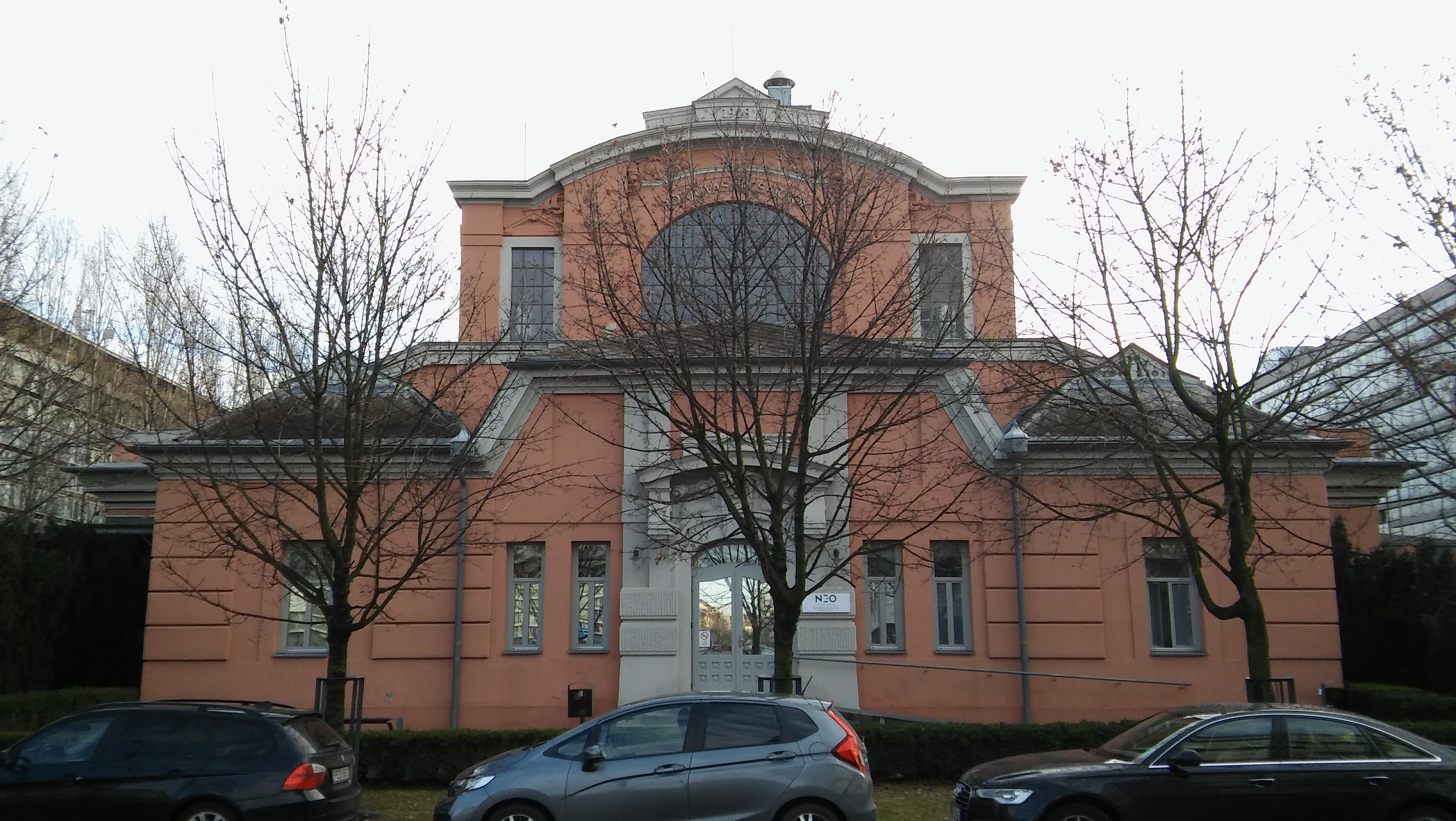
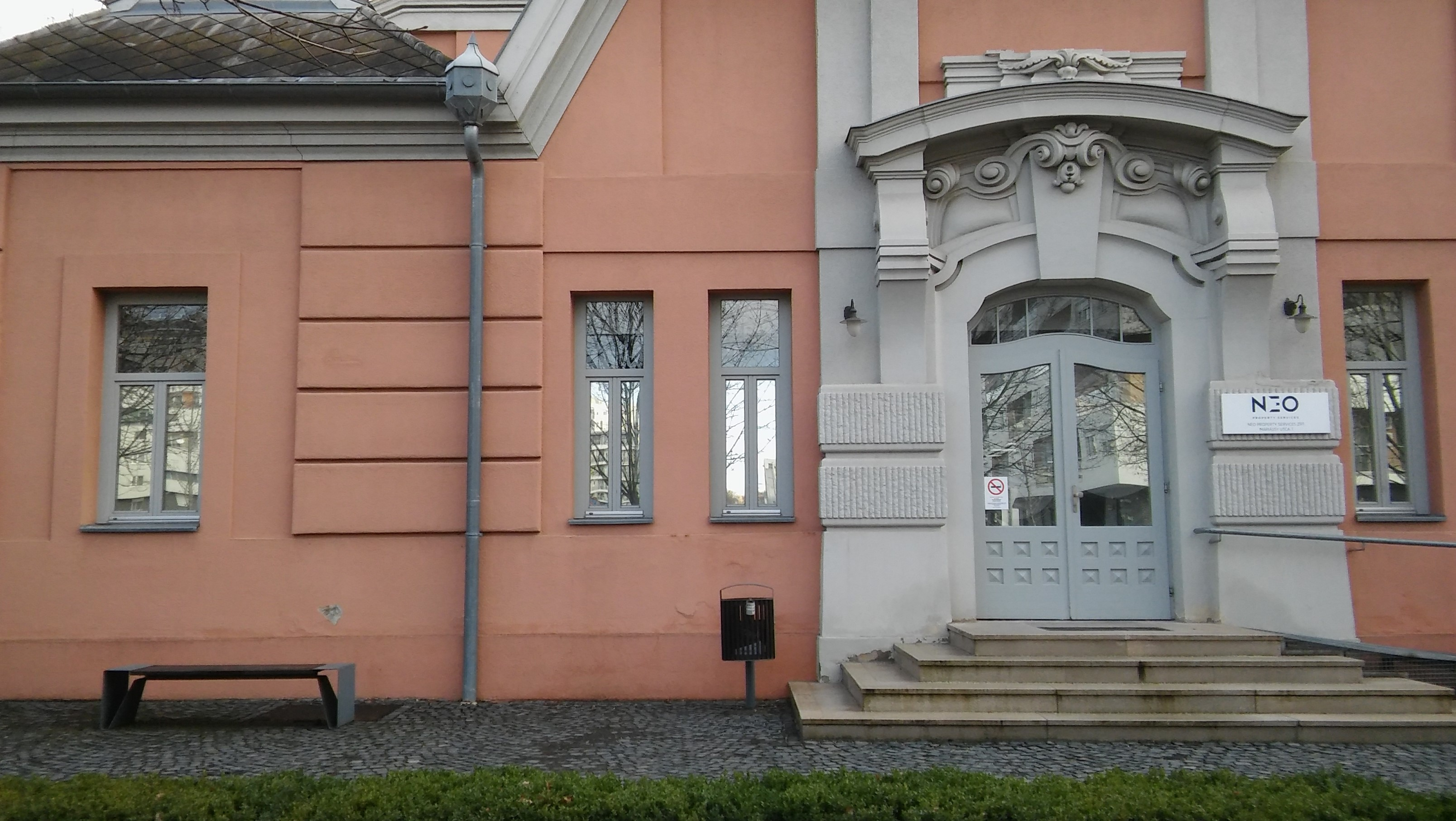
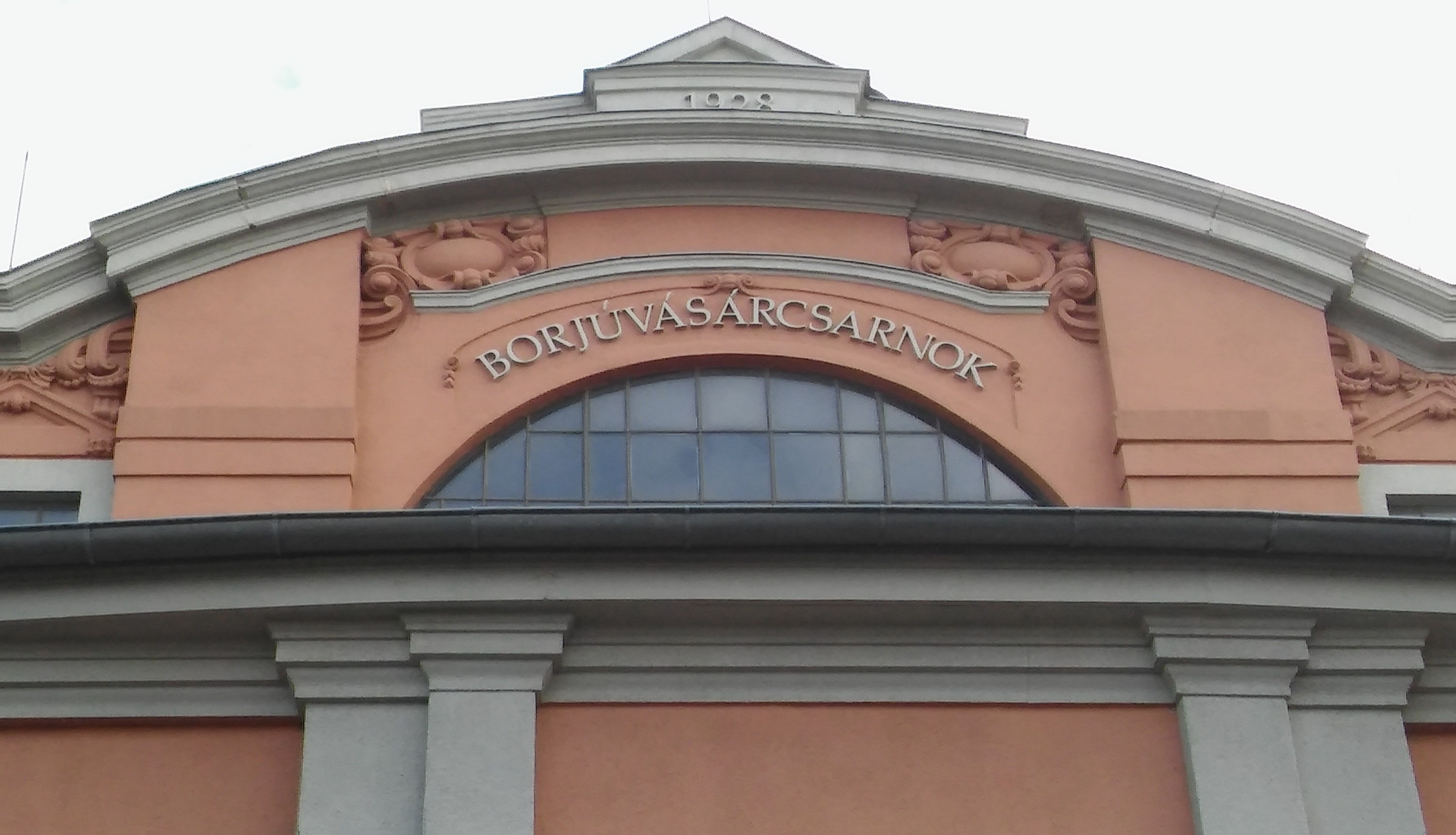
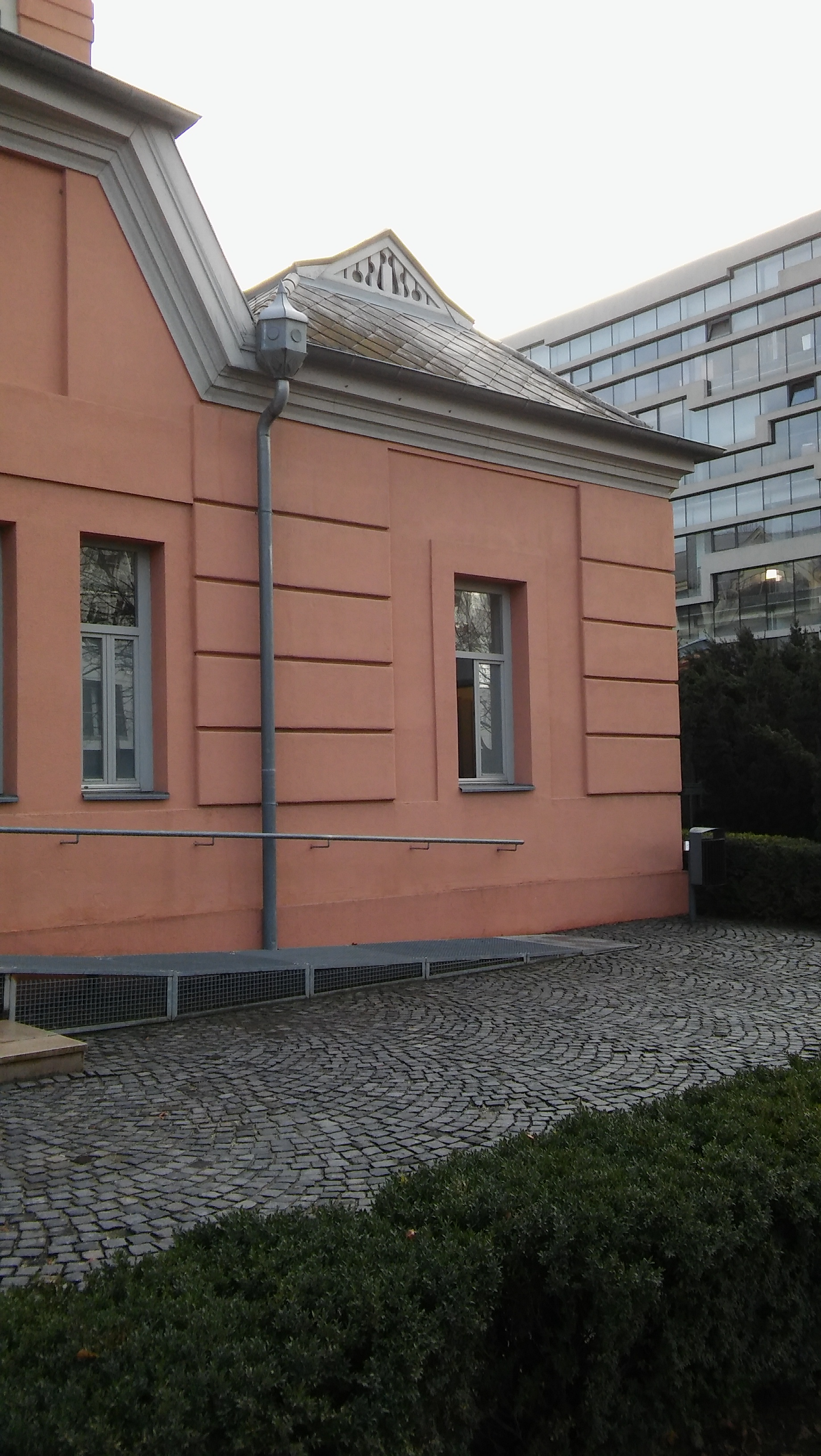

## Egyéb irodalom
- Bukó György: Újra: a Máriássy-ház fölélesztése. In: Atrium 2007. 4. 68–70. ill. IX., Máriássy utca 5–7.